# Lac de Grand'Maison
Le lac de Grand'Maison est une retenue d'eau artificielle située en France dans les départements de l'Isère et de la Savoie, dans les Alpes françaises.

## Géographie
Le lac de Grand'Maison est situé entre les massifs de Belledonne et des Grandes Rousses, sous le col du Glandon. Il s'étend sur les communes de Vaujany dans le département de l'Isère (majeure partie du lac) et de Saint-Colomban-des-Villards dans le département de la Savoie.

### Liens externes

Vue panoramique